# Saint-Jean-de-Valériscle
Saint-Jean-de-Valériscle ist eine französische Gemeinde im Département Gard in der Verwaltungsregion Okzitanien.  Sie gehört zum Kanton Rousson im Arrondissement Alès. Sie grenzt im Nordwesten an Robiac-Rochessadoule, im Norden an Molières-sur-Cèze, im Osten an Les Mages, im Süden an Rousson und im Westen an Saint-Florent-sur-Auzonnet.

## Bevölkerungsentwicklung
| Jahr      | 1962 | 1968 | 1975 | 1982 | 1990 | 1999 | 2008 | 2018 |
| --------- | ---- | ---- | ---- | ---- | ---- | ---- | ---- | ---- |
| Einwohner | 1404 | 1282 | 824  | 742  | 672  | 716  | 728  | 648  |

## Persönlichkeiten
- Geneviève de Gaulle-Anthonioz (1920–2002), Präsidentin der Menschenrechtsbewegung ATD Vierte Welt